# Liste der Biografien/Aso
Liste der Biografien |
Portal Biografien |
Personensuche
# |
A |
B |
C |
D |
E |
F |
G |
H |
I |
J |
K |
L |
M |
N |
O |
P |
Q |
R |
S |
T |
U |
V |
W |
X |
Y |
Z |
?
 
Aa |
Ab |
Ac |
Ad |
Ae |
Af |
Ag |
Ah |
Ai |
Aj |
Ak |
Al |
Am |
An |
Ao |
Ap |
Aq |
Ar |
As |
At |
Au |
Av |
Aw |
Ax |
Ay |
Az
 
Asa |
Asb |
Asc |
Asd |
Ase |
Asf |
Asg |
Ash |
Asi |
Asj |
Ask |
Asl |
Asm |
Asn |
Aso |
Asp |
Asq |
Asr |
Ass |
Ast |
Asu |
Asv |
Asw |
Asy |
Asz
Die Liste der Biografien führt alle Personen auf, die in der deutschsprachigen Wikipedia einen Artikel haben. Dieses ist eine Teilliste mit 22 Einträgen von Personen, deren Namen mit den Buchstaben „Aso“ beginnt.

## Aso
- Aso Hawleri (* 1962), irakisch-kurdischer Islamist
- Asō Takakichi (1911–1980), japanischer Unternehmer und Politiker
- Asō, Hisashi (1891–1940), japanischer Politiker
- Asō, Saburō (1913–2000), japanischer Maler der Yōga-Schule der Shōwa-Zeit
- Asō, Shun (* 1985), japanischer Fußballspieler
- Asō, Takeharu (1899–1993), japanischer Skilangläufer, Bergsteiger und Leichtathlet
- Asō, Tarō (* 1940), 59. Premierminister Japans
- Asō, Wataru (1939–2025), japanischer Politiker

### Asod
- Asodog (* 1978), japanischer Komiker

### Asol
- Asola, Giovanni Matteo († 1609), italienischer Kapellmeister und Komponist

### Asom
- Asomah-Cheremeh, Kwaku (* 1964), ghanaischer Politiker (NPP) und Rechtsanwalt
- Asomugha, Nnamdi (* 1981), US-amerikanischer American-Football-Spieler, Philanthrop, Filmschauspieler und Filmproduzent

### Ason
- Asonitis, Christos (* 1974), griechischer Rock- und Jazzmusiker (Schlagzeug)

### Asop
- Äsop, griechischer Dichter von Fabeln und Gleichnissen
- Asopodoros (Bildhauer I), griechischer Bildhauer
- Asopodoros (Bildhauer II), griechischer Bildhauer

### Asor
- Asor, Yaniv (* 1972), Kommandeur des Südkommandos der Israelischen Streitkräfte (IDF)
- Asoro, Cecilia (* 1996), deutsche Reality-TV-Darstellerin und ModelCecilia Asoro (* 1996)

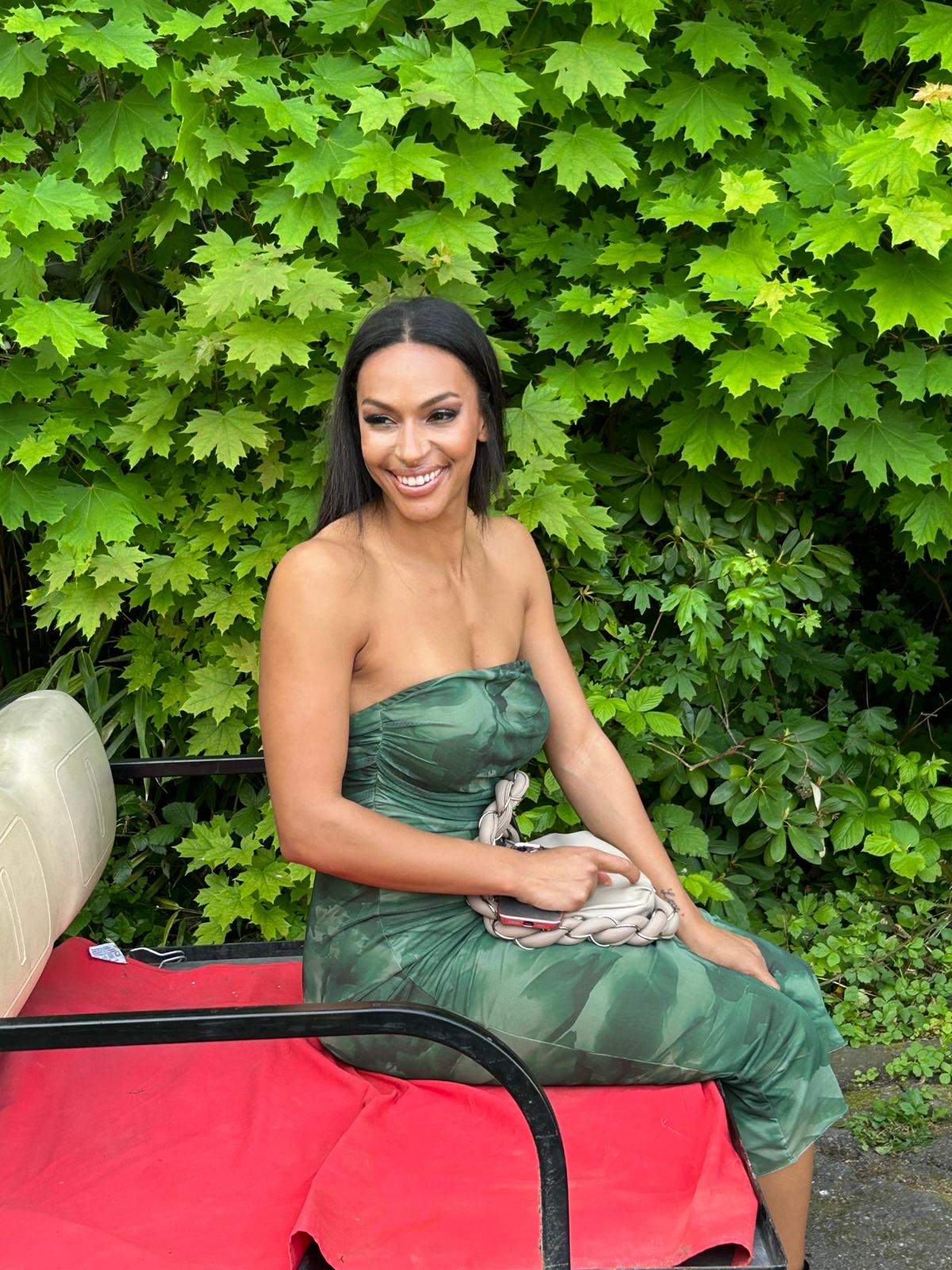
Cecilia Asoro (* 1996)

- Asoro, Joel (* 1999), schwedisch-nigerianischer Fußballspieler

### Asos
- Asoshina, Terumi (* 1982), japanische Langstreckenläuferin

### Asou
- Asoumanaki, Sofia (* 1997), griechische Ruderin

### Asow
- Asowski, Maxim (* 1986), kasachischer Fußballspieler